# Angelo Luzzani
Angelo Luzzani (Como, 1896 – Como, 1960) è stato un avvocato e calciatore italiano.
Fu presidente dell'Ordine degli avvocati di Como e, in gioventù, uno dei pionieri del calcio nella città lariana.

## Biografia
Laureatosi in legge nel 1919, Luzzani fu tra i più celebri avvocati della sua epoca e ricoprirà la carica di presidente dell'Ordine degli avvocati di Como. Soldato nella prima guerra mondiale, durante la seconda si rifugiò invece nella vicina Svizzera.
Fu protagonista di alcuni episodi particolarmente rimarchevoli, come il processo all'ex-capo delle Brigate Nere di Missaglia, Emilio Formigoni, nel 1947 o il "delitto di Villa d'Este".
All'inizio degli anni trenta divenne socio del Rotary Club di Como, come ricordò in occasione del 25º anniversario di fondazione, il 4 settembre 1952.
Era anche un appassionato sportivo: oltre all'attività calcistica, svolta in gioventù, fu anche amante del nuoto e socio della Motonautica italiana Lario, antesignana dell'odierno Yacht Club Como. Dal 1942 al 1955 ricoprì la carica di condirettore del Teatro Sociale, attività alla quale dedicò sempre la massima attenzione.
Fu anche un collezionista di opere d'arte e socio dell'Associazione Carducci, nonché promotore di diverse iniziative culturali.

## Carriera
Studente presso il liceo classico cittadino, Luzzani inizia a giocare nel Minerva, squadra studentesca la cui sezione calcio confluisce nel Como all'inizio del 1912. Oltre a lui, anche Dotti, Gorio e Sacchi passano nella squadra azzurra.
Nelle cronache dell'epoca compare sotto lo pseudonimo di Giolitti: era costume, infatti, per i giovani studenti dei licei comaschi adottare dei nomi di fantasia al fine di evitare che i parenti, spesso ignari dell'attività calcistica, ne venissero al corrente. Giocare a calcio non era considerato un passatempo serio né, tantomeno, conveniente per i rampolli della classe media cittadina. Luzzani stesso ricordò, in seguito, di un compagno di squadra che aveva raggiunto Varese a piedi, a passo di marcia sotto la pioggia, perché impossibilitato a chiedere in famiglia i soldi per la trasferta.
Durante la sua prima stagione in Prima Categoria (1912-1913), mise a segno 8 reti in 13 presenze, fra cui una doppietta all'esordio contro il Brescia, il 17 novembre 1912. L'anno seguente segnò 2 gol in 16 partite e, nel 1914-1915, 4 in 12 presenze.
Dopo la Grande guerra, laureatosi, lasciò l'attività calcistica pur restando simpatizzante del Como, che ricordò in occasione del 40º anniversario di fondazione, scrivendo una sua breve biografia sportiva sull'opuscolo celebrativo.

## Statistiche

### Presenze e reti nel club
| Stagione  | Squadra | Campionato | Campionato | Campionato | Coppe nazionali | Coppe nazionali | Coppe nazionali | Coppe continentali | Coppe continentali | Coppe continentali | Altre coppe | Altre coppe | Altre coppe | Totale | Totale |
| Stagione  | Squadra | Comp       | Pres       | Reti       | Comp            | Pres            | Reti            | Comp               | Pres               | Reti               | Comp        | Pres        | Reti        | Pres   | Reti   |
| --------- | ------- | ---------- | ---------- | ---------- | --------------- | --------------- | --------------- | ------------------ | ------------------ | ------------------ | ----------- | ----------- | ----------- | ------ | ------ |
| 1912-1913 | Como    | Pr         | 13         | 8          | -               | -               | -               | -                  | -                  | -                  | -           | -           | -           | 13     | 8      |
| 1913-1914 | Como    | PC         | 16         | 2          | -               | -               | -               | -                  | -                  | -                  | -           | -           | -           | 16     | 2      |
| 1914-1915 | Como    | PC         | 12         | 4          | -               | -               | -               | -                  | -                  | -                  | -           | -           | -           | 12     | 4      |
| Totale    | Totale  | Totale     | 41         | 14         |                 |                 |                 |                    |                    |                    |             |             |             | 41     | 14     |